# Baseball Stars (videogioco)
Baseball Stars, sottotitolato Be a Champ! a video e conosciuto in Giappone come Baseball Star Mezase Sankan Ō (ベースボールスター めざせ三冠王?, Bēsubōru Sutā Mezase Sankan Ō, "Baseball Stars tripla corona"), è un videogioco sportivo di baseball sviluppato e pubblicato da SNK per la console NES nel 1989.
Uscì anche come videogioco arcade nel sistema PlayChoice-10 basato sul NES.
Dopo aver riscosso un massivo successo, generò due sequel: Baseball Stars Professional (uscito per Neo Geo nel 1990) e Baseball Stars 2 (Romstar, 1992).

## Modalità di gioco
Per battere, il personaggio comandato dal giocatore oscilla su un piano livellato, quindi è questione di tempismo. Il campo, all'epoca, fu una rivoluzione nei giochi arcade di baseball in quanto raggiunse un livello di realismo mai visto prima della sua uscita.
Sono presenti diversi dettagli che caratterizzano il gioco, come i personaggi comandati che si spostano automaticamente verso le palline, che le catturano automaticamente se si trovano vicino a loro; la capacità di saltare e buttarsi senza ulteriori interazioni da parte del giocatore, i ricevitori che si spostano per evitare ulteriori colpi di base lungo la linea quando gli altri personaggi giocanti sono sulla base ecc.
Baseball Stars è stato il primo gioco di baseball ad avere il backup della batteria su qualsiasi console, e il primo videogioco sportivo per NES ad avere il backup della batteria (in generale). Ciò permette ai giocatori di creare una squadra, configurare una lega di baseball e giocare delle stagioni; inoltre, il circuito integrato del gioco memorizza statistiche cumulative.
Baseball Stars è anche il primo gioco sportivo per il NES a creare una funzione di multigiocatore in quanto ha dato ai giocatori la possibilità di nominare le loro squadre e di reclutarne i membri.

### Stagioni e modalità
Baseball Stars include una semplice modalità "versus", una tantum, ma offre la possibilità di creare una mini-lega composta da un massimo di sei squadre, con ciascuna squadra che gioca fino a 25 partite contro ogni altra squadra. Ciò significa che è possibile creare una stagione con un massimo di 125 programmi di gioco. Quando si crea una stagione, si sceglie quante partite e quante e quali squadre sono controllate dall'intelligenza artificiale e quali sono controllate dai giocatori.
Per ogni partita giocata, la squadra vincente guadagna soldi e l'importo vinto è direttamente correlato alla somma del prestigio dei giocatori di ambe le squadre, poiché il prestigio determina quanti fan paganti partecipano alla partita. I soldi possono essere usati per acquistare potenziamenti alle varie abilità dei giocatori attualmente presenti nel roster, oppure usati per acquistare giocatori controllati dal sistema (disponibili nelle categorie: "Rookie", "Veteran" e "All-Star").
Nella modalità "VS" nessuna statistica (vittorie, perdite, colpi o tiri in casa) viene mantenuta, ma i soldi possono essere vinti quando una squadra controllata da un giocatore gioca contro una squadra controllata dall'IA.
Quando gioca in questa modalità, il giocatore non guadagna denaro.

### Squadre
Possono esservi un totale di 14 squadre - di cui 8 vengono generate automaticamente (dal gioco) e non possono essere modificate; mentre le rimanenti possono essere create manualmente (dal giocatore).
Sebbene il gioco non utilizzi vere squadre della Major League Baseball, una delle squadre predefinite: American Dreams, includeva giocatori con nomi basati su veri (ex) giocatori di baseball - come "Pete" (Pete Rose), "Hank"  (Hank Aaron), "Babe" (Babe Ruth), "Sandie" (Sandy Koufax), "Cy" (Cy Young), "Denny" (Denny McLain) e "Willie" (Willie Mays). Inoltre, i Japan Robins includevano un giocatore chiamato: "Oh" (presumibilmente, dopo Sadaharu Oh - del Nippon Professional Baseball giapponese).
Quando si crea una nuova squadra, viene data la possibilità di scegliere la sua forza principale (difesa, corsa, battuta, bilanciamento...) - anche se ciò non significa che una forza scelta rimarrà permanentemente nella squadra; bensì, l'opzione favorisce l'attributo scelto quando il computer genera i giocatori in modo casuale.
Ogni nuova squadra riceve circa $30.000 e 18 giocatori per iniziare. Da lì, vengono giocate le partite e quelle vinte guadagnano soldi per la squadra. L'aspetto estetico dei giocatori delle squadre create può essere modificato - i giocatori stessi possono essere scambiati tra le varie squadre - e le loro prestazioni possono essere migliorate. Vi è anche un mercato di agenti gratuiti in cui i giocatori possono essere acquistati con un prezzo che varia da $5.000 a $2.980.000. Poiché esiste un limite di 18 giocatori per squadra, prima che un agente libero possa essere acquistato, un giocatore deve essere licenziato; se un giocatore viene scambiato per un giocatore con attributi superiori, gli attributi del giocatore migliore diminuiscono; ogni giocatore ha un numero massimo di punti-attributo possibili (su 90), con alcuni giocatori che hanno un potenziale più elevato di altri.
Una caratteristica nascosta consente ai giocatori di assumere personaggi femminili.

## Accoglienza
Baseball Stars è risultato essere un successo; spesso indicato come il miglior gioco di baseball su NES, è diventato una serie di SNK, generando cinque sequel, e le sue funzioni "Crea giocatore" e "Crea squadra" sono diventate caratteristiche standard nei giochi sportivi.
Nel 1997, Electronic Gaming Monthly ha classificato la versione NES come numero 87 tra i "100 migliori giochi di tutti i tempi". Citando le squadre e i giocatori personalizzabili, il gioco per l'intera stagione, il monitoraggio delle statistiche e il senso di divertimento, lo hanno valutato come: "altrettanto divertente come lo era otto anni fa quando era il miglior gioco di baseball che il NES abbia mai visto."; IGN lo ha posizionato alla 28ª posizione nell'articolo: "I migliori 100 giochi NES"; il gioco si è classificato al terzo posto nella classifica dei "5 migliori videogiochi sportivi della vecchia scuola", di Yahoo!; il gioco è stato votato una volta come "il gioco di baseball più popolare" secondo un sondaggio pubblicato dalla rivista Nintendo Power.
David Littman, produttore della serie NHL (edita da Electronic Arts), ha dichiarato che la popolare modalità GM, in quei giochi, è stata originariamente ispirata a Baseball Stars; inoltre, il gioco ha ricevuto 5 stelle nella guida Ultimate Nintendo: Guide to the NES Library 1985–1995.